# خربة هدلا (الرقة)
خربة هدلا قرية سورية تتبع ناحية عين عيسى في منطقة تل أبيض في محافظة الرقة. بلغ عدد سكانها 1111 نسمة في عام 2004 حسب إحصاء المكتب المركزي للإحصاء.